# نیاز اسماعیل‌پور
نیاز اسماعیل پور (زاده ۱۲ خرداد ۱۳۵۶، رشت) فیلم‌نامه‌نویس، نمایش‌نامه‌نویس، مترجم و شاعر ایرانی است. او دانش‌آموخته مهندسی مکانیک از دانشکده فنی دانشگاه گیلان و کارشناسی ارشد روان‌شناسی از دانشگاه الزهرا است.

## آثار

### فیلمنامه‌ها

#### مجموعه تلویزیونی
هوش سیاه - به کارگردانی مسعود آب پرور

قهر و آشتی - به کارگردانی علی ژکان

#### فیلم تلویزیونی
خانه پدرم- به کارگردانی کامران قدکچیان
مرد و جاده (بازنویسی به همراه مصطفی حاجی قاسمی)- به کارگردانی کامران قدکچیان

#### فیلم سینمایی
ماهی گوشواره دار (به کارگردانی علیرضا سعادت نیا
- ۱۳۹۵)

## جایزه‌ها

### جایزه برای فیلمنامه
- «سارا و مامان گلی» (به همراه گلزار رضوی)– برنده دیپلم افتخار جشنواره بین‌المللی فیلم‌های کودکان و نوجوانان اصفهان-1391
- «ماهی گوشواره دار» - برنده دیپلم افتخار جشنواره بین‌المللی فیلم‌های کودکان و نوجوانان اصفهان-1391
- «رهایی از جی تی اِی» - (به همراه نازنین اسماعیل پور، میلاد باقری، گلزار رضوی)- برنده دیپلم افتخار جشنواره بین‌المللی فیلم‌های کودکان و نوجوانان اصفهان - 1392
- «زندگی خوب بود» برگزیده جشنواره فیلم‌نامه‌نویسی مقاومت کرمان-1391
- «بومرنگ» (به همراه نازنین اسماعیل پور) – نامزد بخش اقتباسی جشنواره یاس- 1393
- «گل خندان و علیمردان خان» نامزد جشنواره بین‌المللی فیلم‌های کودکان و نوجوانان اصفهان – 1393
- «گیس‌مرواری و کاکل‌زری» (به همراه نازنین اسماعیل پور) برنده دیپلم افتخار جشنواره بین‌المللی فیلم‌های کودکان و نوجوانان همدان- 1394
- «پسرک ساخت کارخانه» (به همراه نازنین اسماعیل پور) نامزد جشنواره بین‌المللی فیلم‌های کودکان و نوجوانان همدان- 1394
- «نمی‌ذارم بمیری بابا» (به همراه گلزار رضوی) نامزد جشنواره بین‌المللی فیلم‌های کودکان و نوجوانان همدان- 1394
- «صدای کوه» نامزد بخش اقتباسی از آثار حوزه هنری (به همراه نازنین اسماعیل پور و گلزار رضوی) از جشنواره بین‌المللی فیلم‌های کودکان و نوجوانان اصفهان - 1396
- «زندگی دوگانه نوید» برنده دیپلم افتخار از جشنواره بین‌المللی فیلم‌های کودکان و نوجوانان اصفهان- 1396
- «نقل سیاه گالش» برنده ی جایزه ی دوم فیلمنامه ی انیمیشن در مسابقه ی فیلمنامه و نمایشنامه ی کانون پرورش فکری کودکان و نوجوانان 

### جایزه برای نمایشنامه
- نمایشنامهٔ «نهال گردو» منتخب جشنواره نمایشنامه‌نویسی افراز 1392
- نمایشنامه‌های «برلیناله» و «نهال گردو» نامزد جشنواره افراز 1392
- نمایشنامه «مرا به خانه‌ام ببر» برنده جایزهٔ اول بخش نمایشنامه‌نویسی جشنواره مقاومت خرمشهر-1393
- نمایشنامه «می‌رسم با تو به خانه از خیابانی که نیست» برنده بخش نمایشنامه‌نویسی جشنواره شهر-1395
- نمایشنامه «کیکِ… بخت» (به همراه مریم الهامیان) برنده جایزه اول ادبیات نمایشی جشنواره تئاتر فجر – 1396
- نمایشنامهٔ «بهشت مفقود» برندهٔ رتبهٔ سوم در جشنوارهٔ تئاتر بانو - 1397

## تألیف
- « یک تکه خاک خوب خدا » - کانون پرورش فکری کودکان و نوجوانان
- « اول بپرس چرا » - نشر آبرنگ 
- « نهال گردو » - انتشارات افراز
- « مشیانه  » - نشر مهراندیش

## ترجمه
- «فلامینگویی به نام فلوید» نوشتهٔ تیفانی استون - نشر تندیس 
- «حیوانات بد» نوشتهٔ تیفانی استون - نشر تندیس
- «هیجی کاتا و اونو» نوشته ی ساندرا فرالی-  نشر نو  ( ترجمه به همراه علیرضا اسماعیل پور ) 
- «خون و آب» نوشته ی پاتریک مک گراث - نشر نیلا 
- «سویینی تاد» نوشته ی استیون سوندهایم - نشر ترعه 